# Sokole (gmina Człuchów)
Sokole – kolonia kaszubska w Polsce, położona w województwie pomorskim, w powiecie człuchowskim, w gminie Człuchów. 
Kolonia odległa 2 kilometry od Polnicy, jest częścią składową sołectwa Polnica.
W latach 1975–1998 miejscowość administracyjnie należała do województwa słupskiego.